# Mecanofilia

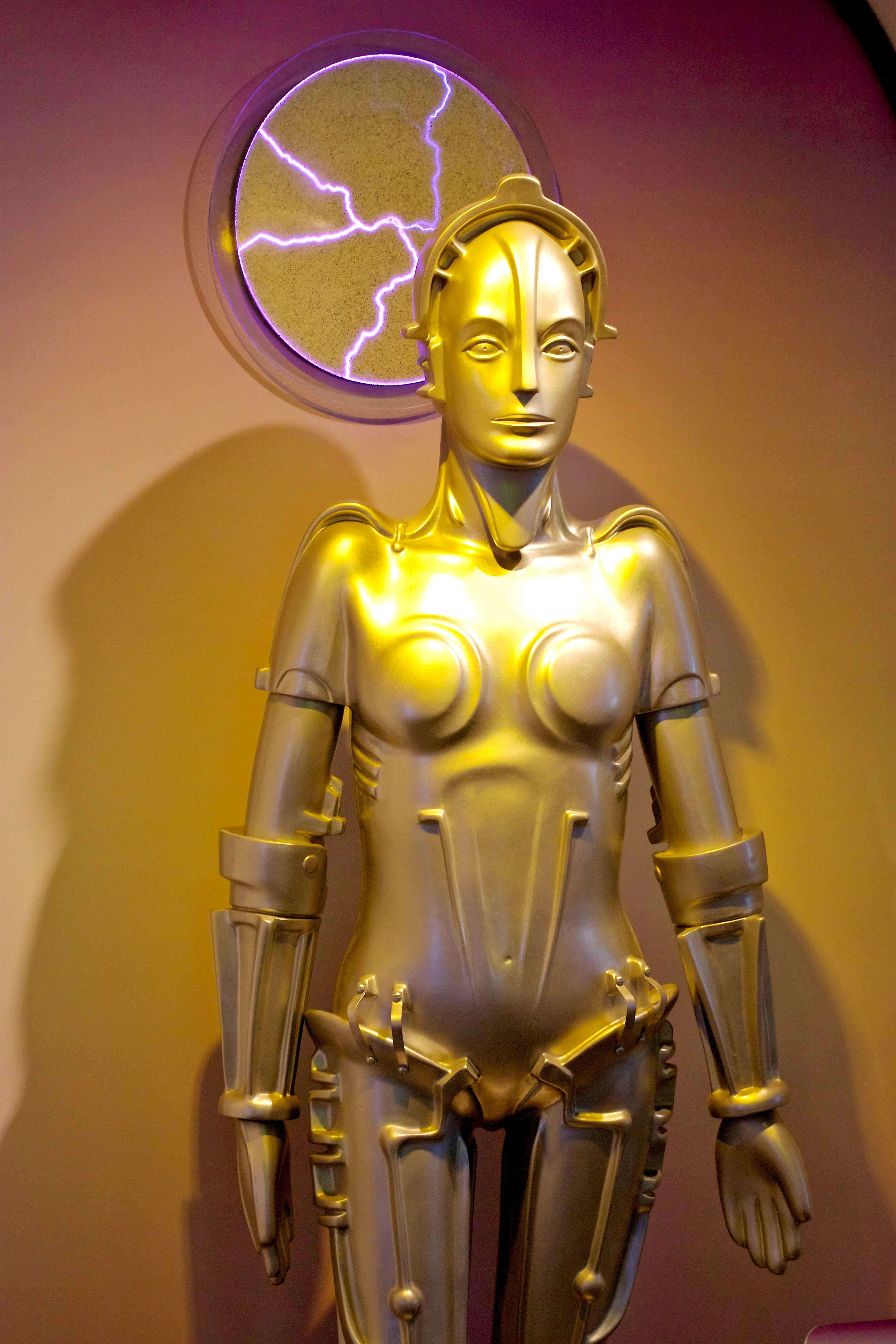
Maria de la película Metrópoli de película, en una exposición en el Salón de la Fama Robot.

La mecanofilia (o mecafilia) es una parafilia que consiste en la atracción sexual hacia las máquinas como las bicicletas, vehículos de motor, helicópteros, barcos, y aviones.
Esta parafilia es tratada como un delito sexual en algunos casos, cuyos perpetradores son colocados en un registro de delincuentes sexuales después de su procesamiento. Las motocicletas son a menudo retratadas como objetos de fetiche sexualizado hacia quienes las desean.

## Arte, cultura y diseño
El término mecanofilia ha sido usado para describir importantes obras de los primeros modernistas, incluyendo en el Manifiesto Excéntrico (1922), escrito por Leonid Trauberg, Serguéi Yutkévich, Grigori Kózintsev y otros miembros de la Fábrica del Actores Excéntricos, un movimiento vanguardista modernista que abarcaba el constructivismo y el futurismo ruso.
El término ha sido introducido en el área de la ciencia ficción y la ficción popular.
Científicamente, en Biophilia – The Human Bond with Other Species por Edward O. Wilson, el autor es citado describiendo la mecanofilia, el amor hacia las máquinas, como "un caso especial de biofilia", mientras que psicólogos como Erich Fromm lo veían como una especie de necrofilia.
Se dice que diseñadores como Francis Picabia y Filippo Tommaso Marinetti, han explotado la atracción sexual hacia los automóviles.
Culturalmente, los críticos lo han descrito como ''todo lo que impregna'' dentro de la sociedad occidental contemporánea que parece agobiar nuestra sociedad, y muy a menudo, nuestro juicio. Aunque todos estos propósitos no tienen un propósito sexual, estos términos también son utilizados para una fijación erotogénica hacia maquinaria, y son llevados al extremos en el principal núcleo de la pornografía, como lo hace el sitio web Fucking Machines. En este sitio se basa principalmente en involucrar a que actrices pornográficas sean penetradas por máquinas sexuales para el consumo masculino, los cuales se consideran los límites de la biopolítica sexual actual.
Arse Elektronika, es una conferencia anual organizado por el colectivo artístico y filosófico austríaco monochrom, ha propagado una aproximación feminista y manual hacia las máquinas sexuales.
Los autores han establecido una conexión entre la mecanofilia y militarización masculina, citando las obras del animador Yasuo Ōtsuka y de Studio Ghibli.
En 2008, un estadounidense llamado Edward Smith admitió haber 'tenido sexo' con más de 1000 autos.
En 2013, un sujeto británico fue descubierto teniendo relaciones sexuales en la vía pública, con su vehículo Land Rover.
La película francesa La Grande Bouffe incluye una escena de un hombre y un auto copulando, con resultados fatales.

## Documentales
- My Car is My Lover (2008)[24]